# 黑海蘇維埃共和國
黑海蘇維埃共和國（1918年3月—1918年5月）是蘇聯的一個加盟共和國，1918年3月成立到5月撤消，後和庫班黑海蘇維埃共和國合併。